# Tideräkning (diktsamling)
Tideräkning är en diktsamling av Karl Vennberg utgiven 1945.
Boken är en samling dikter som uttrycker existentiella frågeställningar, tidskritik och skepsis, ofta med ett ironiskt tonfall. Den anses vara en av de mest typiska och centrala diktsamlingarna inom fyrtiotalismen.